# انیس گاوازای
انیس گاوازای (آلبانیایی: Enis Gavazaj؛ زادهٔ ۲۱ مارس ۱۹۹۵) بازیکن فوتبال اهل آلبانی است.
از باشگاه‌هایی که در آن بازی کرده‌است می‌توان به باشگاه فوتبال اسکندربو کورچه، باشگاه فوتبال ینی‌سئی کراسنویارسک، و باشگاه فوتبال خنت اشاره کرد.
وی همچنین در تیم‌های ملی فوتبال زیر ۲۱ سال آلبانی و آلبانی بازی کرده‌است.